# Maler von Toronto 919.5.110
Der Maler von Toronto 919.5.110 war ein mit einem Notnamen bezeichneter antiker griechischer Vasenmaler, der seine Werke im korinthisch-schwarzfigurigen Stil (benannt nach der Stadt Korinth) verzierte. 
Er arbeitete während der Übergangszeit vom orientalisierenden zum schwarzfigurigen Stil (640 bis 625 v. Chr.). Seine Werke werden etwa zwischen die Jahre 630 und 620 v. Chr. datiert. Der Maler von Toronto 919.5.110 bemalte in erster Linie kleinere Vasenformen wie Kannen mit Tierfriesen. Seine Namenvase, nach der er seinen Notnamen erhielt, befindet sich heute im Royal Ontario Museum in Toronto und hat die Inventarnummer 919.5.110.